# Dagmar Brunow
Dagmar Brunow, född 5 juni 1966, är en tysk översättare och docent i filmvetenskap, verksam vid Linnéuniversitetet.
Hon disputerade 2015 vid Hamburgs universitet med Remediating Transcultural Memory: Documentary Filmmaking as Archival Intervention, en doktorsavhandling om minnesbildning via medier och arkiv.
Som översättare har hon bland annat översatt många av Sören Olssons och Anders Jacobssons böcker om Sune, från svenska till tyska.